# 龙溪街道 (湖州市)
龙溪街道是中华人民共和国浙江省湖州市吴兴区下辖的一个街道办事处，籌建於2012年12月，2013年1月正式成立。

## 沿革
龙溪街道办事处辖区，在2001年以前为龙溪乡。2001年，龙溪乡与弁南乡合并设立杨家埠镇。2013年1月，杨家埠镇撤销，原属龙溪乡部分设立龙溪街道。
2012年11月20日，浙江省人民政府批复同意撤销杨家埠镇建制，其行政区域改由吴兴区政府直辖。
2012年12月6日，湖州市人民政府通知在原杨家埠镇区域内设立龙溪、杨家埠2个街道。龙溪街道辖三天门、杨家埠2个社区，杨家埠、赵湾、九九桥、罗师庄、七里亭、三天门、霅水桥、严家坟、杨家庄、盛湾、康山、芦山等12个行政村，办事处驻杭长桥北路88号。

## 地理
街道轄區位於湖州市區西北部，弁山南麓，南至紅豐路，西與楊家埠街道相鄰，北接長興縣，東毗鳳凰街道。總面積40平方公里。

## 行政区划
街道現轄12個行政村和2個社區，119個村民小組（至2013年10月）。常住人口7298戶，23510人，流動人口約22000人。
龙溪街道下辖以下村级行政区划单位：
杨家埠社区、三天门社区、七里亭村、盛湾村、康山村、芦山村、严家坟村、杨家庄村、罗师庄村、九九桥村、赵湾村、杨家埠村、霅水桥村和三天门村。
楊家埠村已撤村建居，成立民和社区。

## 經濟
街道轄區主要由楊家埠工業區和西塞山分區南片兩大功能區塊組成。目前已形成建材、機械製造、耐火材料、礦產、通信電纜、汽車設備、電器製造等主導產業和塊狀經濟格局。農業方面，街道水稻種植面積1770畝，糧食年產量973噸；油菜種植面積185畝，產量28噸。2012年轄區農村人均收入17500元。

## 交通
- 104國道
- 申嘉湖高速公路
- 杭寧高速公路
- 杭寧高速鐵路
- 西苕溪航道